# Ptychozoon kuhli
Ptychozoon kuhli är en ödleart som beskrevs av  Leonhard Hess Stejneger 1902. Ptychozoon kuhli ingår i släktet Ptychozoon och familjen geckoödlor. Inga underarter finns listade i Catalogue of Life.